# Radovan Krejčíř
Radovan Krejčíř (* 4. listopadu 1968 Dolní Žukov) je český podnikatel odsouzený za trestnou činnost, známý svým útěkem policii. Od roku 2015 si v Jihoafrické republice odpykává 35letý trest odnětí svobody za různé trestné činy.

## Život
Studoval na Gymnáziu v Českém Těšíně. Absolvoval Fakultu ekonomickou Vysoké školy báňské v Ostravě. Velký majetek získal údajně na počátku 90. let, kdy s dalšími lidmi založil společnost Corado, shromáždil tisíce kuponových knížek a úspěšně je investoval. Česká média jej v roce 2005 označovala za miliardáře, byl považován za jednoho z nejbohatších Čechů.

### Vlastnictví fotbalových Drnovic
Přátelil se s Janem Gottvaldem, majitelem fotbalového prvoligového klubu 1. FK Drnovice. Gottvald si od Krejčíře půjčoval peníze. (Také Krejčíře seznámil s kontroverzním podnikatelem Františkem Mrázkem.) Kromě toho Krejčíř půjčoval peníze fotbalovému rozhodčímu Lubomíru Pučkovi. V roce 2001 Krejčířova firma Corimex zadlužené Drnovice převzala - údajně šlo o splátku dluhu.
Krejčíř ale podle Gottvalda fotbal vysloveně nenáviděl. V dubnu 2002 z Drnovic přestoupilo devět fotbalistů do klubu FK Příbram podnikatele Jaroslava Starky. Údajně si tak Krejčíř přišel na 50 milionů korun, které mu Starka slíbil do roka vyplatit. Zdecimované Drnovice sestoupily do druhé ligy.
Věřitelem Drnovic byla i firma Stavo Artikel podnikatele Jaroslava Bubly, majitele klubu FC Stavo Artikel Brno. Bubla po Drnovicích vymáhal 44 milionů (podle jiného zdroje 50 milionů) korun a snažil se zabránit exodu hráčů do Příbrami. Dalších 6 milionů vymáhal po samotném Krejčířovi. Krejčíř si údajně od Bubly půjčil peníze na pár týdnů v roce 1999, místo úhrady však Bublovi donesl falešné potvrzení z banky a peníze nevrátil. Bubla pak na Krejčíře podal trestní oznámení. Bublu v létě 2002 unesli neznámí muži a prostřelili mu obě nohy.
V létě 2002 byl Krejčíř zatčen kvůli údajným podvodům s lehkými topnými oleji a vzat do vazby. Policie poté začala zjišťovat, jestli nemá Krejčíř také spojitost s útokem na Bublu. Při domovní prohlídce u Krejčíře policie našla několik zbraní (mj. dva samopaly) a větší množství střeliva (Krejčíř přitom nevlastnil zbrojní průkaz), dále pak mnoho padělaných dokladů (např. cestovní pasy, řidičské průkazy) s Krejčířovou fotografií.
Zatímco byl Krejčíř ve vazbě, jeho otec Lambert Krejčíř sháněl peníze na kauci na jeho propuštění. Po Starkovi požadoval uhrazení dlužné částky za přestup fotbalistů z Drnovic. Krátce na to byl Lambert Krejčíř unesen a podle policie při únosu zemřel. Policie vinila ze zosnování únosu Jaroslava Starku, jeho trestní stíhání ale bylo zastaveno. Krejčíř byl nakonec z vazby propuštěn po devíti měsících kvůli chybě vrchního státního zástupce Jaroslava Dolejšího.
Starku se v roce 2005 někdo pokoušel zavraždit samopalem, Starka ale útok přežil, a později tvrdil, že Radovan Krejčíř se mu nakonec přiznal, že najaté vrahy poslal on.

### Další trestná činnost
Hledala jej Policie ČR jako podezřelého z přípravy vraždy celníka a podvodu, finanční policie jej zároveň stíhá pro další podvod, nedovolené ozbrojování, podílnictví a zkrácení daně, poplatku a podobné povinné platby. Jeho trestná činnost je spojována mimo jiné se společností Čepro, za kterou byl souhrnně odsouzen k 15 letům vězení, v březnu 2021 proti tomuto rozsudku podal ústavní stížnost. Ta však byla zamítnuta.
Také je podezřelý z únosu podnikatele Jakuba Konečného, se kterým měl dříve okrást Ministerstvo vnitra ČR o více než 60 milionů Kč.[zdroj?]

### Útěk
Dne 18. června 2005 během policejní domovní prohlídky v černošické vile, kterou formálně vlastnila jeho manželka, uprchl přes přítomnost přibližně deseti policistů a od té doby se skrýval. Jeho útěk vedl k rezignaci tehdejšího policejního prezidenta Jiřího Koláře. Na začátku září 2005 jej vypátral Interpol na Seychelách s manželkou Kateřinou a tehdy dvanáctiletým synem Denisem. Téměř rok po jeho útěku z vily označila policie jako hlavní organizátorku útěku jeho manželku; stíhání bylo zastaveno s odůvodněním, že se jedná o osobu blízkou. Luxusní vila, jejíž původní hodnota byla vyčíslena na zhruba 400 milionů korun, dosud[kdy?] zeje prázdnotou. Vilu se podařilo po letech chátrání a rozsáhlém požáru prodat na 8. pokus za 21,38 milionů korun.
Na konci roku 2005 vydal autobiografickou knihu Radovan Krejčíř, ve které se vyjadřuje ke svým kauzám. K autorskému podílu na knize se po několika měsících anonymity přihlásil ostravský spisovatel Filip Sklenář, který vyjádřil velmi kritický postoj jak k výsledkům své vlastní práce, tak k věrohodnosti spisu. Autor následující knihy Radovan Krejčíř - Odhalení zůstává neznámý.[zdroj?]

### Jihoafrická republika
Dne 21. dubna 2007 byl v 18:00 zadržen jihoafrickou policií na mezinárodním letišti Olivera Tamba v Johannesburgu, když přicestoval údajně na falešný pas se jménem Egbert Jules Savy z Madagaskaru. Na akci se podílely bezpečnostní složky z více než pěti zemí včetně přispění české civilní rozvědky. Česká republika zahájila jednání s úřady JAR o jeho vydání. Ministerstvo spravedlnosti tehdy předpokládalo, že k vydání dojde v řádu týdnů až měsíců. Nakonec ale JAR nepovolila vydání Krejčíře do České republiky, protože Krejčíř podal žádost o azyl, která sice byla zamítnuta, ale o Krejčířově odvolání proti zamítnutí dosud rozhodnuto nebylo. Zároveň podle informací z roku 2013 Krejčíř do JAR přicestoval legálně.
V roce 2011 mu úřady zkonfiskovaly luxusní sportovní automobily Lamborghini a Ferrari. Hodnota Krejčířova majetku v Jihoafrické republice se odhaduje na 13 milionů randů (přibližně 25,5 milionů Kč).
V květnu 2012 Vrchní soud v Praze potvrdil (v nepřítomnosti) jeho souhrnný osmiletý trest vězení. V listopadu téhož roku jej Městský soud v Praze shledal vinným za daňový únik v jihlavské společnosti M5 ve výši půl miliardy korun. Uložil mu, vedle povinnosti zaplatit pokutu ve výši tří milionů korun, souhrnný jedenáctiletý trest vězení, který již také zahrnuje jeho předchozí osmiletý trest. Rozsudek zatím není pravomocný.
Po příjezdu do JAR Krejčíř navázal kontakty s tamním podsvětím. Je spojován s nejméně deseti vraždami svých spolupracovníků a nepřátel, zavražděni byli například německý obchodník s automobily Uwe Gemballa, majitel striptýzových barů Lolly Jackson, údajný šéf tamního podsvětí Cyril Beeka či libanonský podnikatel Bassam Issa zvaný Černý Sam. V roce 2013 ho média obviňovala z toho, že se pokouší ovládnout kriminální scénu v Kapském Městě. V červenci 2013 těsně unikl pokusu o vraždu – bylo na něj vypáleno několik střel z dálkově ovládaného zbraňového mechanismu ukrytého v prázdném Volkswagenu Polo naproti přes parkoviště. Vrah se však netrefil a auto bylo posléze odpáleno pomocí dálkově ovládané nálože. Podle listu Sunday World si Krejčíř vybudoval blízké vztahy s tamní vlivnou figurou Markem Lifmanem. Podle jiného deníku se Krejčíř zná se synem jihoafrického prezidenta Jacoba Zumy Duduzanem. Sdílejí prý spolu vášeň pro rychlé motorky.
V listopadu 2013 došlo k výbuchu nastražené nálože v Krejčířově obchodě v Bedfordview, při kterém zahynuli dva jeho spolupracovníci. Podle jihoafrických médií došlo v okolí Radovana Krejčíře v letech 2009–2013 celkem ke 12 vraždám.
Dne 15. listopadu 2013 nařídil jihoafrický finanční úřad kvůli podezření z daňového úniku zablokování Krejčířova movitého i nemovitého majetku. O týden později Krejčíře zadržela jihoafrická policie kvůli pokusu o vraždu a únos. 24. srpna 2015 došlo k oznámení rozsudku, soud v JAR uznal Radovana Krejčíře vinným z pokusu o vraždu, únosu a držení drog. V únoru roku 2016 byl v JAR odsouzen k 35 letům vězení.
Při razii dne 27. září 2015 bylo v několika celách nalezeno několik kusů zakázaných předmětů, jedna z prohlížených cel byla i cela Radovana Krejčíře. Mezi nalezenými předměty byla i pistole, munice, nůž, předmět, který by mohl být taserem, pepřový sprej, šroubovák, 10 mobilních telefonů, USB flashdisk, diář obsahující jména svědků a vyšetřovatelů v případu Radovana Krejčíře a náčrtek detailní mapy vězeňské budovy. Útěk byl plánován na dobu příštího soudního slyšení v říjnu 2015.
Bylo oznámeno, že pro bezproblémový útěk Radovana Krejčíře bylo připraveno 246 milionů randů (cca 18 milionů amerických dolarů, cca 434 milionů Kč). Součástí přípravy bylo předání úplatku ve výši 1,5 milionu randů třem vězeňským strážcům, ti měli umožnit bezpečný útěk Radovana Krejčíře. Zdroje blízké vyšetřování oznámily, že tito strážci již byli identifikováni a jejich uvěznění bude bezprostředně následovat. Krejčíř byl přesunut na podzemní samotku poté, co bylo zjištěno, že pro útěk z vězení byl připraven vrtulník. Část z 246 milionů randů byla použita na zaplacení vrtulníku, který měl Krejčíři umožnit hladký odlet na letiště, část peněz byla určena pro zaplacení lidí (včetně uplacených policistů) a část peněz byla určena na zaplacení letadla, které by umožnilo Krejčířovi opustit zemi.
Dne 17. března 2018 rozhodl jihoafrický soud o vydání Krejčíře do České republiky. V prosinci téhož roku uplynula zákonná lhůta o rozhodnutí k vydání do ČR, ale k vydání prozatím nedošlo. V lednu roku 2019 Krejčíř prohlásil, že za azyl v Jihoafrické republice zaplatil 2,5 milionu randů prezidentovi JAR Jacobovi Zumovi. V srpnu téhož roku byla jihoafrickou justicí zamítnuta žádost o přeložení Radovana Krejčíře do jiné věznice, Krejčíř se obával toho, že by ve stávajícím vězení mohl být zavražděn. V listopadu roku 2019 získal zpět prohlášením české občanství.
V roce 2023 magazín Neovlivni.cz uvedl, že lidé z okolí Radovana Krejčíře se připravují na jeho návrat do Česka, návrat měl proběhnout do konce roku 2023. Krejčíř požádal Městský soud v Praze, aby rozhodl, že není na útěku. Tím by se zrušil pravomocný rozsudek z roku 2018 (15 let odnětí svobody) a muselo by proběhnout nové hlavní líčení. Koncem července 2023 soud Krejčířovu žádost zamítl. Proti tomuto rozhodnutí podal Krejčíř stížnost k Ústavnímu soudu, ale ten v prosinci 2023 rozhodnutí Městského soudu potvrdil a připomněl, že důvodem Krejčířova pobytu v cizině byl záměr vyhnout se trestnímu stíhání v ČR.

## Odraz v kultuře
V roce 2015 natočil režisér Jan Pachl filmy Gangster Ka a Gangster Ka: Afričan,  které byly inspirovány skutečnými událostmi a činy Radovana Krejčíře. Toho ztvárnil Hynek Čermák.